# L'Analphabète
L'Analphabète  — A Judgement in Stone dans l'édition originale britannique — est un roman policier publié par Ruth Rendell en 1977.

## Résumé
Après de nombreux déboires, Mrs. Coverdale trouve, pour s'occuper de son charmant manoir du Suffolk, une employée modèle, polie, zélée et obéissante, en la personne d'Eunice Parchman. Elle ignore toutefois qu'Eunice, à 47 ans, est analphabète et n'a connu qu'une existence grise et monotone. Insensible aux autres, elle s'est réfugiée dans son monde intérieur, et cet emploi lui apparaît comme un espoir de vivre enfin des jours meilleurs. D'autant que les Coverdale, gens cultivés, sont très gentils avec elle. Trop même. La fille, sympathisante de la gauche politique, veut intégrer Eunice à la famille. Le père lui confie des tâches importantes. Mrs. Coverdale propose de lui prêter une voiture pour la sortir de son isolement. On lui laisse des listes de courses à faire, et Eunice doit ruser pour éviter la découverte de son infirmité honteuse. Par manque d'instruction et de compréhension des réalités qui l'entourent, Eunice interprète mal les événements de sa vie quotidienne. Elle est toujours sur ses gardes, se sent traquée.
Un jour, Eunice rencontre Joan Smith, une ancienne prostituée devenue tout à la fois postière et zélatrice d'une secte religieuse. À ces deux titres elle ouvre indûment le courrier de M. Coverdale, qui devinant la faute, l'accuse et la gifle publiquement. Eunice subit l'influence pernicieuse de Joan. Cela enclenche un inéluctable engrenage meurtrier.

## Particularités du roman
Le récit est inspiré par l'affaire des sœurs Papin (1933), citée au chapitre 9 du roman, qui est également la source d'inspiration de la pièce de théâtre Les Bonnes de Jean Genet. Toutefois aux dires même de l'auteure le parallèle souffre d'une différence notable. Les sœurs Papin étaient unies par une sincère et excessive affection proche de l'homosexualité. Ici au contraire, l'héroïne analphabète manipule l'autre en lui dissimulant son infirmité et en tentant, comme elle en avait l'habitude, de prendre connaissance chez sa compagne d'informations  personnelles pour la faire chanter en cas de découverte de son lourd secret. La lettre de recommandation présentée à Mrs Coverdale qui lui permit  de se faire engager était un faux extorqué à une femme en délicatesse avec le fisc. L'écoute téléphonique indue par Eunice de la conversation de Mélinda informant avec embarras son petit ami qu'elle était enceinte, relevait aussi d'une logique de chantage destinée à la protéger d'une fille un peu envahissante à son goût.

## Honneurs
L'Analphabète occupe la 39e place au classement des cent meilleurs romans policiers de tous les temps établie par la Crime Writers' Association en 1990.
L'Analphabète occupe aussi la 89e place au classement des cent meilleurs livres policiers de tous les temps établi par en 1995 l'association des Mystery Writers of America.

## Éditions
Édition originale en anglais
- (en) Ruth Rendell, A Judgement in Stone, Londres, Hutchinson, 1977 (OCLC 3606842) - édition britannique

Éditions françaises
- (fr) Ruth Rendell (auteur) et Marie-Louise Navarro (traducteur) (trad. de l'anglais), L'Analphabète [« A Judgement in Stone »], Paris, Librairie des Champs-Élysées, coll. « Le Masque no 1532 », 1978, 189 p. (ISBN 2-7024-0774-9, BNF 34610756)
- (fr) Ruth Rendell (auteur) et Marie-Louise Navarro (traducteur) (trad. de l'anglais), L'Analphabète [« A Judgement in Stone »], Paris, Librairie des Champs-Élysées, coll. « Club des Masques no 501 », 1983, 189 p. (ISBN 2-7024-1410-9, BNF 34716035)
- (fr) Ruth Rendell (auteur) et Marie-Louise Navarro (traducteur), L'Analphabète [« A Judgement in Stone »], Paris, Éditions du Masque, coll. « dans Ruth Rendell : 2. Les années 1965-1979. », 1992, 1182 p. (ISBN 2-7024-2371-X, BNF 35613006)
- (fr) Ruth Rendell (auteur) et Jean-Michel Alamagny (traducteur) (trad. de l'anglais), L'Analphabète [« A Judgement in Stone »], Paris, Librairie des Champs-Élysées, 1995, 281 p. (ISBN 2-7024-7835-2, BNF 35771586)
- (fr) Ruth Rendell (auteur) et Jean-Michel Alamagny (traducteur), L'Analphabète [« A Judgement in Stone »], Paris, Librairie générale française, coll. « Le Livre de poche no 6128 », 1996, 221 p. (ISBN 2-253-03782-6, BNF 35851813)
- (fr) Ruth Rendell (auteur) et Jean-Michel Alamagny (traducteur) (trad. de l'anglais), L'Analphabète [« A Judgement in Stone »], Paris, Librairie des Champs-Élysées, coll. « Le Masque. Les reines du crime no 1532 », 1999, 249 p. (ISBN 2-7024-2946-7, BNF 36975036)

## Adaptations cinématographiques
- 1986 : A Judgement in Stone, film canado-britannique réalisé par Ousama Rawi, avec Rita Tushingham, Ross Petty et Shelley Peterson
- 1995 : La Cérémonie, film franco-allemand réalisé par Claude Chabrol, avec Isabelle Huppert, Sandrine Bonnaire, Jean-Pierre Cassel et Jacqueline Bisset

## Sources
- Claude Mesplède (dir.), Dictionnaire des littératures policières, vol. 1 : A - I, Nantes, Joseph K, coll. « Temps noir », 2007, 1054 p. (ISBN 978-2-910686-44-4, OCLC 315873251), p. 79-80.
- Jean Tulard, Dictionnaire du roman policier : 1841-2005. Auteurs, personnages, œuvres, thèmes, collections, éditeurs, Paris, Fayard, 2005, 768 p. (ISBN 978-2-915793-51-2, OCLC 62533410), p. 29.